# PISA-Elternstudie
Die PISA-Elternstudie misst die mathematische Kompetenz von Eltern von Schülern, die an PISA-Schulleistungsuntersuchungen teilgenommen haben. Anders als der Name PISA (mit I=international) suggeriert, handelt es sich um eine nationale, deutsche Studie.

## Durchführung der Studie
Die PISA-Elternstudie Mathematical Literacy bei Erwachsenen wurde als DFG-Studie durchgeführt vom Leibniz-Institut für die Pädagogik der Naturwissenschaften.
Getestet werden sollen drei Bereiche:
- Erfassung der mathematischen Kompetenz (Mathematical literacy) in einer Stichprobe
- Untersuchung von Zusammenhängen zwischen mathematischer Kompetenz und mathematikbezogenem Elternverhalten
- Analyse der Zusammenhänge zwischen mathematischer Kompetenz von Eltern und Einstellung, Motivation und Leistung ihrer Kinder in Mathematik

Die Studie ist an die deutsche Ergänzungsstudie zu PISA 2003, PISA-E, angekoppelt. Es werden die Eltern von Schülern aus 25 Schulen einbezogen, denen eine Auswahl der Testaufgaben vorgelegt wurde.

## Erste Ergebnisse
Bisher publizierte Ergebnisse sind:
- Es besteht ein positiver Zusammenhang mit den Kompetenzwerten der Kinder, d. h. Kinder zeigen tendenziell dann höhere Kompetenzwerte in Mathematik, wenn die Eltern eine höhere Kompetenz zeigen.
- Es besteht ein positiver Zusammenhang zwischen elterlicher Mathematikkompetenz und der Wertschätzung von Mathematik.
- Es besteht ein negativer Zusammenhang zwischen der elterlichen Mathematikkompetenz und dem mathematikbezogenen Leistungsdruck: Eltern mit hoher mathematischer Kompetenz üben weniger Leistungsdruck aus.